# Экберг, Анита
Керстин Анита Марианна Экберг (швед. Kerstin Anita Marianne Ekberg; 29 сентября 1931, Мальмё — 11 января 2015, Рокка-ди-Папа) — шведская актриса и фотомодель. Наиболее известна ролью Сильвии в фильме Федерико Феллини «Сладкая жизнь» 1960 года и считается одним из секс-символов итальянского кино 60-х годов.

## Биография
Родилась на юге Швеции, в Мальмё, и была шестым ребенком из восьми детей в семье Густава и Альвы Экберг. В подростковом возрасте начала заниматься модельным бизнесом и в 1950 году по настоянию матери приняла участие в конкурсе «Мисс Швеция», в котором одержала победу. Вскоре она отправилась в США, где участвовала в конкурсе «Мисс Вселенная». Несмотря на то, что она не заняла в нём призового места, Экберг заключила контракт с киностудией Universal. В 1953 году, после ряда уроков драмы, ораторского искусства и английского языка, Экберг дебютировала в Голливуде в комедии «Эбботт и Костелло отправляются на Марс», где сыграла небольшую роль венерианской стражницы.
Последующие годы Экберг много работала в рекламном и модельном бизнесе. В 1955 году она вернулась на большой экран в приключенческом фильме Джона Уэйна «Кровавая аллея», где её коллегами по экрану выступили сам Уэйн и Лорен Бэколл. Эта роль принесла начинающей актрисе премию «Золотой глобус» в номинации «самый многообещающий новичок среди женщин». Экберг снялась вместе с Дином Мартином и Джерри Льюисом в двух комедиях Paramount Pictures — «Художники и модели» (1955) и «Голливуд или пропал» (1956). В 1956 году она исполнила роль Элен в крупномасштабной эпической картине Кинга Видора «Война и мир», съёмки которой проходили в Риме. В том же году студия RKO пригласила актрису на её первую главную роль в драму «Из вечности». Другие заметные роли в Голливуде у Экберг были в картинах «Парижский праздник» (1958) с Бобом Хоупом и «Кричащая женщина» (1958) с Джипси Розой Ли.
В историю кино Экберг вошла благодаря роли капризной суперзвезды в культовом сатирическом чёрно-белом фильме «Сладкая жизнь» Федерико Феллини, который позднее снял её в «Боккаччо-70» (1962), «Клоунах» (1971) и «Интервью» (1987).

## Личная жизнь
После отъезда из Швеции в начале 1950-х годов Экберг редко посещала родину, обосновавшись в итоге в пригороде Рима Дженцано-ди-Рома. Актриса дважды была замужем. Оба её брака с актёрами Энтони Стилом (1956—1959) и Риком ван Наттером (1963—1975) завершились разводами. В одном из поздних интервью Экберг призналась, что у неё был роман с итальянским предпринимателем, директором концерна Fiat Джанни Аньелли, который был самой большой любовью в её жизни и от которого она мечтала родить ребенка.
Летом 2009 году она была госпитализирована в одну из клиник Рима в нейрохирургическое отделение, после того как упала у себя дома в Дженцано-ди-Рома. Несмотря на улучшение здоровья, в дальнейшем актриса находилась под наблюдением медиков. В 2011 году Экберг сломала шейку бедра и несколько месяцев провела в клинике в Римини. После выписки она была вынуждена обратиться за финансовой поддержкой в Фонд Феллини, так как за время отсутствия её дом был разграблен и повреждён пожаром.
Последние годы своей жизни Экберг провела в одиночестве в своём загородном доме в окружении четырёх собак, редко выбираясь в свет. В 2005 году в одном из интервью шведским журналистам она сообщила, что хочет быть похоронена в Швеции, где её брат выкупил для неё место на кладбище.
Анита Экберг умерла 11 января 2015 года в возрасте 83 лет в клинике Сан-Раффаэле в Рокка-ди-Папа, Италия. По сообщению медицинских экспертов, её смерть была вызвана осложнением после длительной болезни.

## Избранная фильмография
| Год  |   | Русское название                       | Оригинальное название          | Роль                            |
| ---- | - | -------------------------------------- | ------------------------------ | ------------------------------- |
| 1953 | ф | Эбботт и Костелло отправляются на Марс | Abbott and Costello Go to Mars | венерианская стражница          |
| 1955 | ф | Художники и модели                     | Artists and Models             | Анита, знакомая модель Рика     |
| 1955 | ф | Кровавая аллея                         | Blood Alley                    | Вей Линг                        |
| 1956 | ф | Из вечности                            | Back from Eternity             | Рена                            |
| 1956 | ф | Война и мир                            | War and Peace                  | Элен Курагина                   |
| 1958 | ф | Человек внутри                         | The Man Inside                 | Труди Холл                      |
| 1958 | ф | Кричащая женщина                       | Screaming Mimi                 | Вирджиния Вестон / Иоланда Лэнг |
| 1959 | ф | Сладкая жизнь                          | La Dolce Vita                  | Сильвия                         |
| 1959 | ф | Под знаком Рима                        | Nel segno di Roma              | Зенобия                         |
| 1960 | ф | Монголы                                | I mongoli                      | Хулина                          |
| 1962 | ф | Боккаччо-70                            | Boccaccio '70                  | Анита                           |
| 1963 | ф | Четверо из Техаса                      | 4 for Texas                    | Элья Карлсон                    |
| 1966 | ф | Выход из положения                     | Way... Way Out                 | Анна Соблова, космонавт СССР    |
| 1967 | ф | Семь раз женщина                       | Sette volte donna              | Клоди                           |
| 1969 | ф | Блондин – приманка для убийцы          | Blonde Köder für den Mörder    | София Ферретти                  |
| 1971 | ф | Клоуны                                 | I clowns                       | камео                           |
| 1972 | ф | Французские секс-убийства              | Casa d'appuntamento            | Мадам Колетт                    |
| 1980 | ф | О. Н. А.                               | S+H+E: Security Hazards Expert | Эльза Библинг                   |
| 1987 | ф | Интервью                               | Intervista                     | камео                           |

## Награды
- 1956 — Золотой глобус — «Лучший дебют актрисы»